# Syndrome de Potocki-Lupski
Le syndrome de Potocki–Lupski, également connu comme le syndrome dup(17)p11.2p11.2, trisomie 17p11.2 ou syndrome de duplication 17p11.2, est un syndrome de gènes contigus impliquant la duplication de la bande 11.2 sur le bras court du chromosome 17 (17p11.2). Cette duplication a été décrite pour la première fois dans une étude de cas en 1996. En l'an 2000, la première étude de la maladie a été publiée, et en 2007, suffisamment de patients ont pu être réunis pour produire une étude complète et lui donner une description clinique détaillée. L'affection est nommée d'après deux chercheurs impliqués dans les dernières phases, les docteurs Lorraine Potocki et James R. Lupski (en) du Baylor College of Medicine.

## Caractéristiques
Cliniquement, le syndrome présente des caractéristiques similaires au syndrome de Smith-Magenis, mais toutefois distinctes, ce qui peut le faire confondre avec ce dernier. Les deux syndromes se caractérisent par des anomalies congénitales multiples et un retard mental. Dans 80 % des cas on constate un trouble du spectre autistique. D'autres aspects distinctifs incluent une hypotonie musculaire infantile, de l'apnée du sommeil, des anomalies cardiovasculaires, des troubles de l'apprentissage, un déficit d'attention, des troubles obsessionnels compulsifs, une malocclusion dentaire et un retard de croissance staturo-pondérale.